# Fakulta umění Technické univerzity v Košicích
Fakulta umění Technické univerzity v Košicích (Fakulta umění TUKE) je jednou z fakult Technické univerzity v Košicích. Je etablovanou umělecko-vzdělávací institucí v domácím i zahraničním kontextu. Fakulta umění TUKE má výrazný vliv na formování kulturní identity a rozvoj kreativního průmyslu v rámci Košického regionu.

## Historie
Fakulta umění TUKE byla založena 2. října 1998 pod názvem Fakulta užitých umění se zaměřením na studium v oborech architektura, design a výtvarné umění. Původní název fakulty sa v roce 2002 změnil na oficiální název – Fakulta umění. Fakulta umění TUKE byla jedním z hlavních partnerů projektu Košice - Evropské hlavní město kultury 2013 . V roce 2017 se stala spolu s dalšími partnery konsorcia členem významné sítě UNESCO – Creative City of Media Arts. 

## Vedení fakulty
Současné vedení Fakulty umění TUKE (od roku 2021):
- Děkan – prof. Ing. Tibor Uhrín, ArtD.
- Proděkan pro vzdělávací činnost v I. II. a III. stupni studia – doc. Ing. Dušan Šuch, PhD.
- Proděkan pro vědecko-výzkumnou a uměleckou činnost a vnější vztahy – doc. Mgr. art. Ing. Richard Kitta, ArtD.
- Proděkanka pro rozvoj, informatiku a propagaci fakulty – Ing. arch. Andrea Bočková, ArtD.
- Tajemnice – Ing. Mária Šafranková

## Katedry
Výsledky v oblasti uměleckého vzdělávacího procesu a vědecko-výzkumné činnosti, jakož i postupný rozvoj infrastruktury zvýšil v posledních letech zájem o studium na této fakultě. Fakulta umění TUKE v současnosti sestává ze 4 kateder:
- Katedra architektury [4]
- Katedra designu [5]
- Katedra výtvarných umění a intermédií [6]
- Katedra teorie a dějin umění [7]

## Umělecko-vzdělávací činnost
Esprit Fakulty umění TUKE ovlivňuje do výrazné míry spojení uměleckých (humanitních) a technologických oblastí. Aktuálně probíhající mezioborová komunikace, inovace a různorodá kreativní řešení ovlivňují pozitivně i generování uměleckých výstupů často interdisciplinárního charakteru. Fakulta umění TUKE poskytuje vysokoškolské vzdělávání ve třech stupních kreditního vysokoškolského studia.

## Vědecko-výzkumná činnost
Umělecký výzkum na fakultě je důležitý zejména z pohledu stimulace procesu uměleckého vzdělávání. Vědecko-výzkumná činnost na Fakultě umění TUKE je realizována na jejích jednotlivých pracovištích. K důležitým platformám formujícím celouniverzitní spolupráci patří RobLab, Centrum pokročilých vizualizací a CORE Labs . Neméně důležitá je spolupráce s univerzitním pracovištěm UVP Technicom, a to na bázi specifických projektů.

## Campus Gallery
Campus Gallery je výstavní prostor, který byl založen v roce 2015 pod odbornou gescí Fakulty umění TUKE. S názvem galerie se pojí identita lokality, kterou je živý univerzitní areál (campus) se svým odborným publikem. Významná část programu galerie je orientována na domácí i zahraniční umělecký kontext. Součástí aktivit galerie je také spolupráce s ostatními fakultami Technické univerzity v Košicích, jakož i externími vzdělávacími institucemi.

## Děkani fakulty
Od vzniku Fakulty umění TUKE v roce 1998 působili v jejím vedení:
- doc. Ing. Jaroslav Jarema CSc. (1998–2007)
- doc. Ing. arch. Juraj Koban, PhD. (2007–2014)
- doc. Ing. Jan Kanócz, CSc. (2014–2021)